# Amblystegium tundrae
Amblystegium tundrae là một loài rêu trong họ Amblystegiaceae. Loài này được Arnell mô tả khoa học đầu tiên năm 1890.